# Humberto Espíndola
Humberto Augusto Miranda Espíndola (Campo Grande, 4 de abril de 1943) é um artista plástico brasileiro, criador e difusor do tema bovinocultura.
Bacharel em jornalismo pela Faculdade de Filosofia, Ciências e Letras da Universidade Católica do Paraná, Curitiba, em 1965, começa a pintar um ano antes. Também atua no meio teatral e literário universitário.

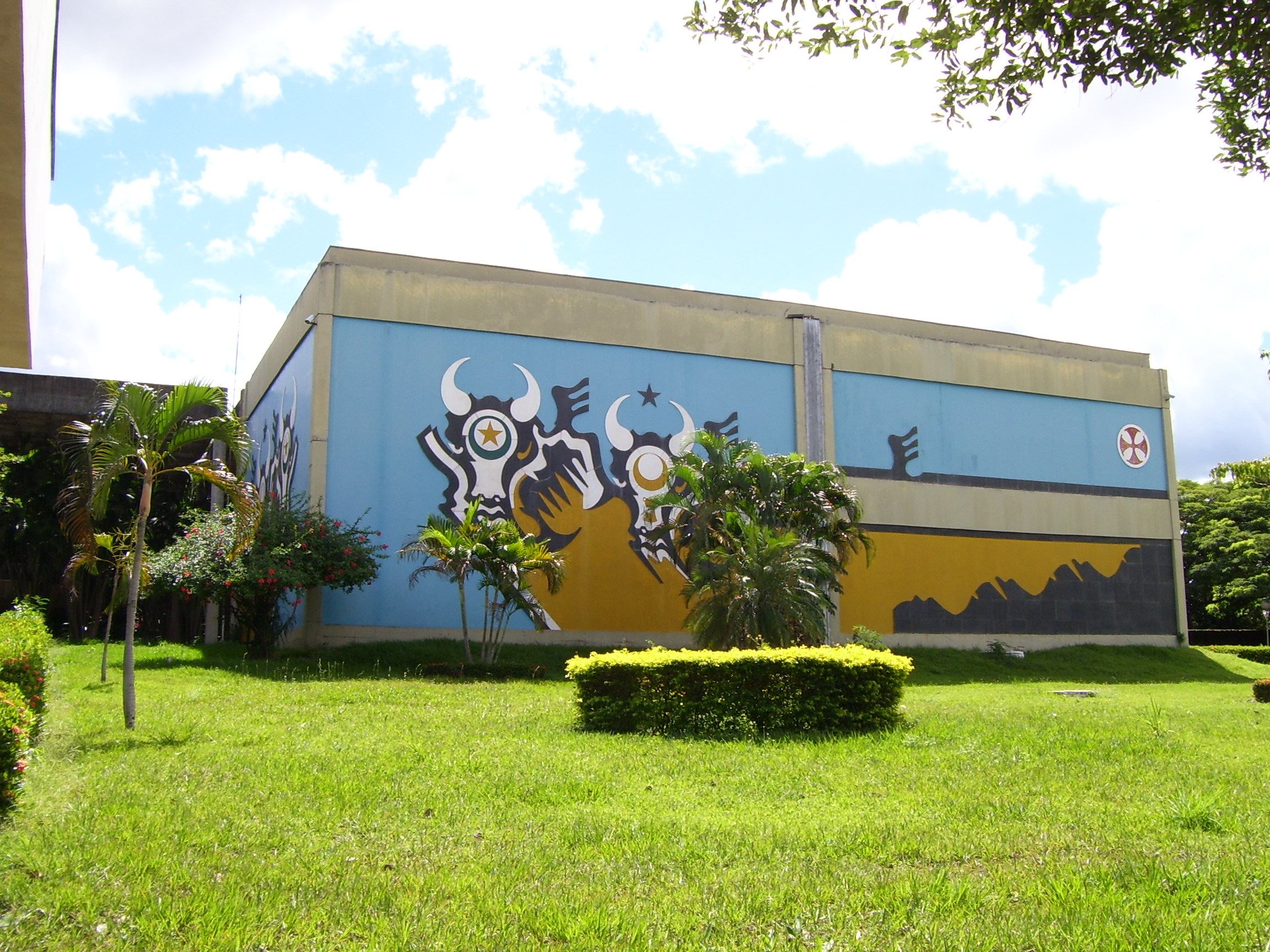
Painel no Palácio Paiaguás, em Cuiabá.

Espíndola apresenta o tema Bovinocultura em 1967, no IV Salão de Arte Moderna do Distrito Federal, em Brasília. No mesmo ano é co-fundador da Associação Mato-Grossense de Arte, em Campo Grande, onde atua até 1972. Em 1973 participa do projeto e criação do Museu de Arte e Cultura Popular (que dirige até 1982) e colabora com o Museu Rondon, ambos da Universidade Federal de Mato Grosso, em Cuiabá. Em 1974 cria o mural externo, em pintura, granito e mármore, no Palácio Paiaguás, sede do governo estadual de Mato Grosso, e em 1983 é co-fundador do Centro de Cultura Referencial de Mato Grosso do Sul. Em 1979 colabora com o livro Artes Plásticas no Centro-Oeste, de Aline Figueiredo, que em 1980 ganha o Prêmio Gonzaga Duque, da Associação Brasileira de Críticos de Arte. Em 1986 é nomeado primeiro secretário de cultura de Mato Grosso do Sul, permanecendo no cargo até 1990. Em 1996 cria o monumento à Cabeça de Boi, em ferro e aço, com 8 m de altura, na Praça Cuiabá, Campo Grande.
Humberto Espíndola realizou várias exposições, no Brasil e em outros países. Ganhou vários prêmios, incluindo o prêmio de melhor do ano da Associação Paulista de Críticos de Arte. Possui obras em museus como o Museu de Arte Contemporânea de Campo Grande, o Museu de Arte Contemporânea da Universidade de São Paulo, Museu de Arte Moderna de São Paulo e a Pinacoteca do Estado de São Paulo.

## Prêmios
- 1968 - Prêmio Prefeitura no III Salão de Arte Contemporânea de São Caetano do Sul;
- 1968 - Prêmio Prefeitura Municipal no III Salão de Arte Contemporânea de Campinas;
- 1968 - Grande Prêmio cidade de Santo André no I Salão de Arte Contemporânea de Santo André;
- 1968 - Prêmio aquisição no I Salão Oficial de Arte Moderna de Santos, São Paulo;
- 1969 - Prêmio aquisição na III Exposição Jovem Arte Contemporânea, Museu de Arte Contemporânea da Universidade de São Paulo;
- 1969 - Prêmio Prefeitura Municipal no I Salão Nacional de Arte de Belo Horizonte;
- 1975 - Prêmio aquisição no II Concurso Nacional de Artes Plásticas da Caixa Econômica de Goiás, Goiânia;
- 1977 - Prêmio de melhor do ano em pintura, Associação Paulista de Críticos de Arte;
- 1979 - Prêmio aquisição no XXXV Salão Paranaense de Belas Artes, Curitiba;
- 1980 - Prêmio aquisição no I Salão Arteboi, Montes Claros, Minas Gerais;
- 1981 - Prêmio aquisição no I Salão Regional de Arte da Prefeitura Municipal de Goiânia.